# Brooklyn Sudano
Brooklyn Sudano (ur. 5 stycznia 1981 w Los Angeles) – amerykańska aktorka, która wcieliła się w postać Vanessy Scott w serialu On, ona i dzieciaki (My Wife And Kids) oraz Felicii w sitcomie Cuts. 
Córka Donny Summer i Bruce’a Sudano. Absolwentka The Lee Strasberg Theatre and Film Institute.

## Wybrana filmografia
- Grzesznicy i święci (2010) jako Beth Ganz